# Boqueixón
Boqueijón là một đô thị của Tây Ban Nha, ở tỉnh A Coruña, ở cộng đồng tự trị Galicia, giáp ranh với Santiago de Compostela, Vedra, Touro và Villa de Cruces. Đô thị có dân số 4.406 người (theo Viện Thống kê Quốc gia Tây Ban Nha năm 2006)

## Một vài hình ảnh

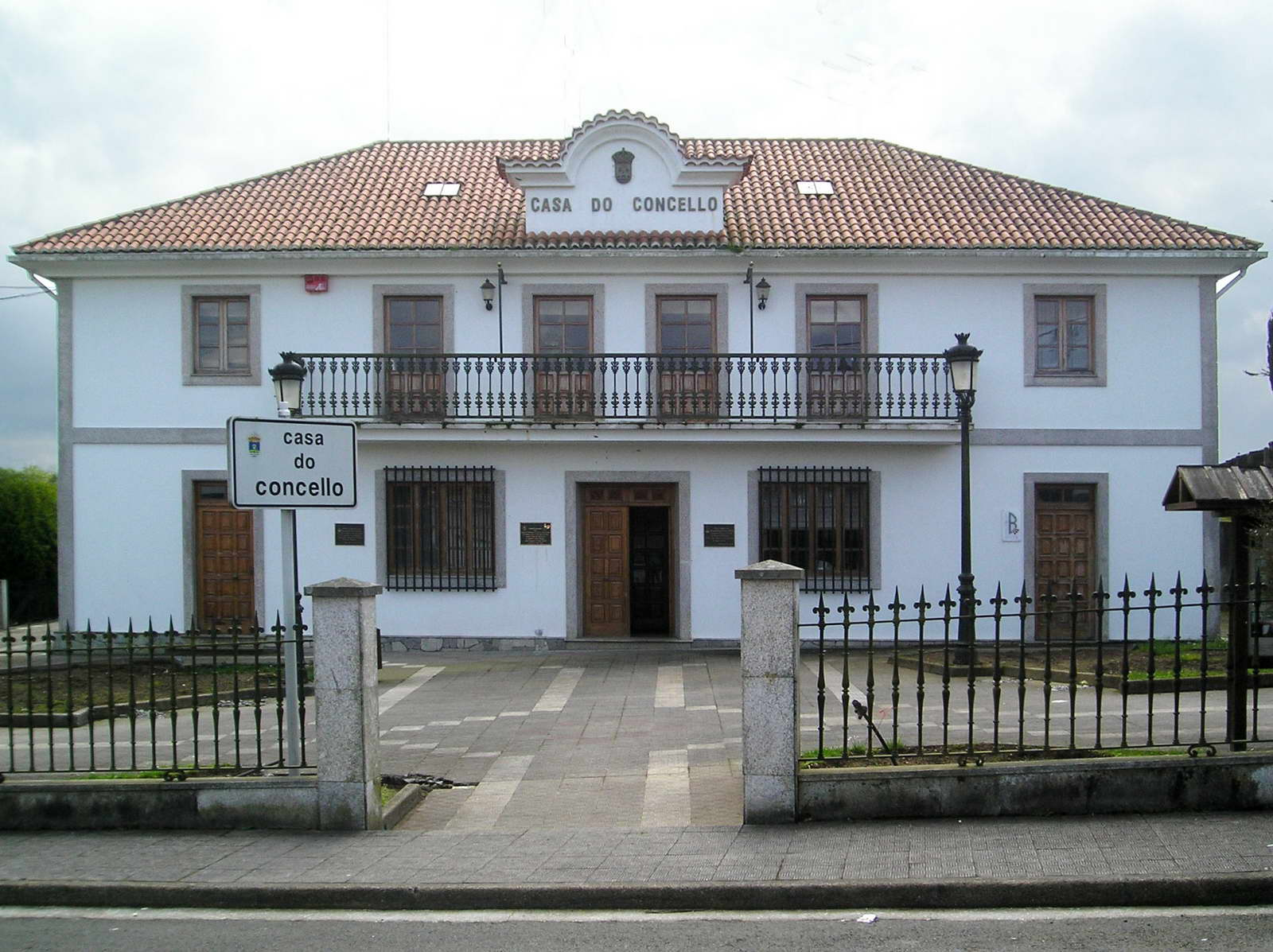
Tòa thị chính
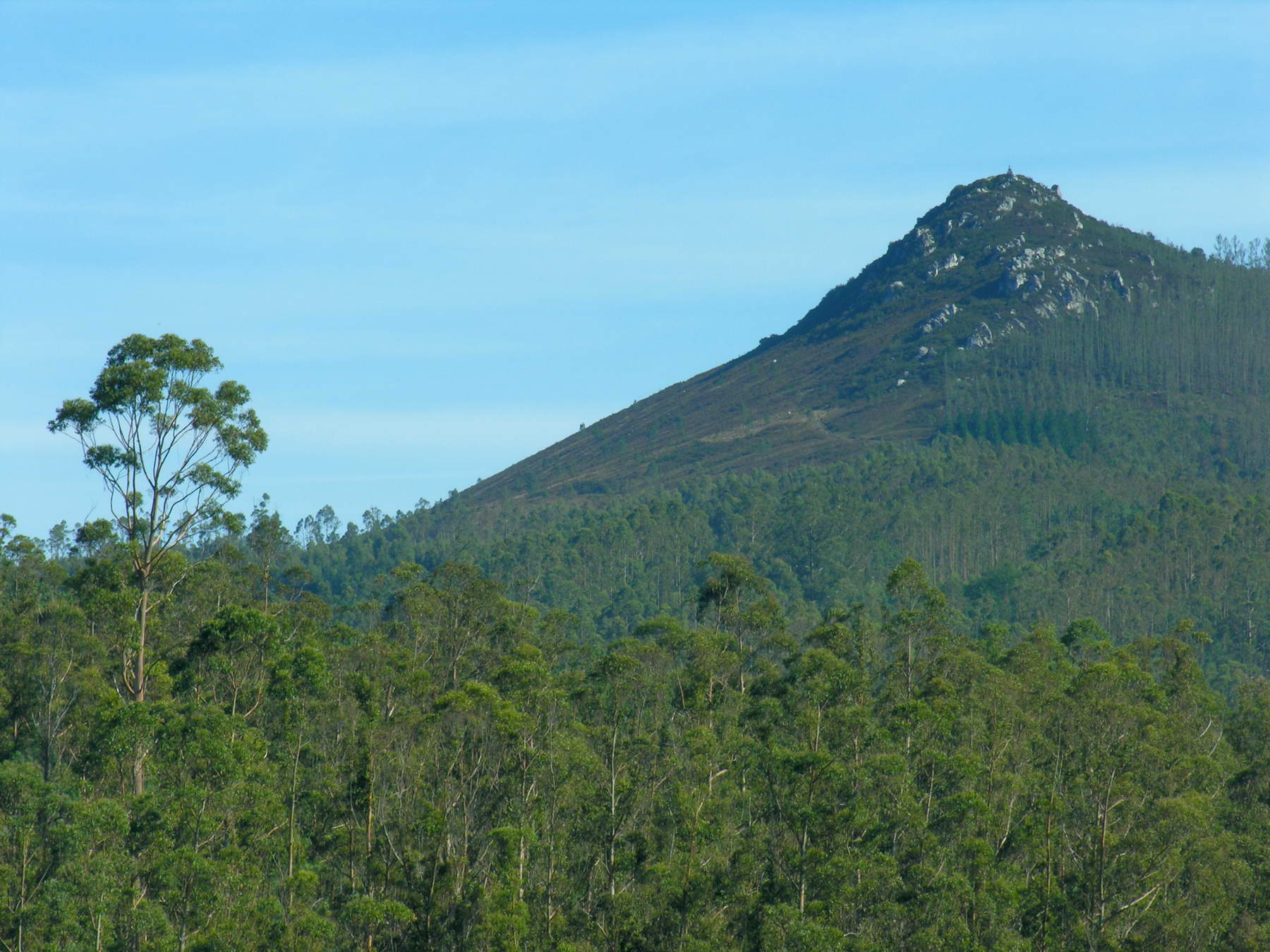
Pico Sacro, Boqueixón